# Sybra flavoguttata
Sybra flavoguttata är en skalbaggsart. Sybra flavoguttata ingår i släktet Sybra och familjen långhorningar.

## Underarter
Arten delas in i följande underarter:
- S. f. flavoguttata
- S. f. medioalbomaculata